# Olympische Jugend-Sommerspiele 2014/Teilnehmer (Indonesien)
| Gelbes Symbol für Goldmedaillen mit stilisierten Olympischen Ringen | Graues Symbol für Silbermedaillen mit stilisierten Olympischen Ringen | Braundes Symbol für Bronzemedaillen mit stilisierten Olympischen Ringen |
| ------------------------------------------------------------------- | --------------------------------------------------------------------- | ----------------------------------------------------------------------- |
| —                                                                   | —                                                                     | 1                                                                       |

Die Jugend-Olympiamannschaft aus Indonesien für die II. Olympischen Jugend-Sommerspiele vom 16. bis 28. August 2014 in Nanjing (Volksrepublik China) bestand aus 27 Athleten.

## Athleten nach Sportarten

### Badminton
| Mädchen - Ruselli Hartawan Einzel: 5. Platz Mixed: 9. Platz (mit Daniel Guda Australien) | Jungen - Anthony Sinisuka Ginting Einzel: Bronze Mixed: 5. Platz (mit Katarina Beton Slowenien) |

### Basketball
| Mädchen - 3x3: 20. Platz - Ni Nyoman Winda Ayu Astari Shoot-out: 60. Platz - Calista Elvira Shoot-out: 53. Platz - Regita Pramesti Shoot-out: 9. Platz - Ida Ayu Nirmala Ratih Wijaya Shoot-out: 59. Platz | Jungen - 3x3: 19. Platz - Kurniawan Indraprasto - Vincent Kosasih Dunk: 10. Platz - Rivaldo Pangesthio - Widyanta Putra Teja |

### Beachvolleyball
| Mädchen - Nanda Ragillia - Riski Dwi Andriani 17. Platz | Jungen - Mohammad Ashfiya - Rendy Licardo 9. Platz |

### Bogenschießen
| Mädchen - Diananda Choirunisa Einzel: 9. Platz Mixed: 17. Platz (mit Kyaw Min Thiha Myanmar) | Jungen - Hendra Purnama Einzel: 17. Platz Mixed: 17. Platz (mit Yasemin Anagöz Türkei) |

### Gewichtheben
| Mädchen - Acchedya Jagaddhita Mittelgewicht: 4. Platz | Jungen - Firdy Ghivari Federgewicht: 7. Platz |

### Leichtathletik
Mädchen
- Jelita Idea
Stabhochsprung: 9. Platz

### Rudern
Jungen
- Denri Al-Ghiffari
Einer: 19. Platz

### Schießen
Jungen
- Niko Alvian
Luftgewehr 10 m: 11. Platz
Mixed: 9. Platz (mit Lia Borgo  Mexiko)

### Schwimmen
| Mädchen - Monalisa Arieswati 200 m Schmetterling: 7. Platz - Olivia Fernandez 200 m Schmetterling: 23. Platz | Jungen - Ricky Anggawijaya 50 m Rücken: 21. Platz 100 m Rücken: 21. Platz 200 m Rücken: 17. Platz 200 m Schmetterling: 21. Platz |

### Segeln
| Mädchen - Kirana Wardojo Byte CII: 27. Platz | Jungen - Ahmad Zainuddin Byte CII: 19. Platz |